# Biscayne Park
Biscayne Park falu az USA Florida államában, Miami-Dade megyében. Lakosainak száma 3117 fő (2020. április 1.).

## Népesség
A település népességének változása:

| 2010 | 3 055 |
| 2020 | 3 117 |